# Nordische Skiweltmeisterschaften 1978
Die 32. Nordischen Skiweltmeisterschaften fanden vom 18. bis 26. Februar 1978 in der finnischen Stadt Lahti statt, zum vierten Mal nach 1926, 1938 und 1958.

## WM-Verbgabe
Die Nominierung von Lahti erfolgte Ende Mai 1975 beim 30. FIS-Kongress in San Francisco.

## Abschneiden der Nationen
Im Medaillenspiegel ging es ausgeglichener zu als bei vielen vorangegangenen Weltmeisterschaften. Führend waren die Sowjetunion, Finnland und die DDR mit je drei Goldmedaillen und jeweils weiteren zahlreichen Medaillen. Schweden eroberte zwei Goldmedaillen, Polen eine. Norwegen enttäuschte mit nur zwei Bronzemedaillen. Außerdem gab es Edelmetall nur noch für Österreich (1-mal Silber) und Frankreich (1-mal Bronze).

## Wettbewerbe
Neu ins Programm kam der 20-km-Langlauf der Frauen. So gab es bei den Frauen nun dieselbe Anzahl von Langlaufdisziplinen wie bei den Männern. Nur die Streckenlängen waren unterschiedlich. Hinzu kam ebenfalls ein erstmalig ausgetragener Teamwettbewerb bei den Skispringern, der allerdings inoffiziell ausgetragen wurde und dessen Resultate nicht in die Medaillenwertung mit eingingen.
Folgende Disziplinen wurden ausgetragen:
- vier Langlaufwettkämpfe der Männer – 15-km-/30-km-/50-km-Langlauf / 4-mal-10-km-Staffel
- vier Langlaufwettkämpfe der Frauen – 5-km-/10-km-/20-km-Langlauf / 4-mal-5-km-Staffel
- zwei Sprungwettkämpfe (nur Männer) – Normalschanze K70 / Großschanze K90
- ein Wettkampf Nordische Kombination (nur Männer) – Normalschanze + 15-km-Langlauf (Einzel)
- inoffiziell: Teamwettbewerb Skispringen (Männer) – Normalschanze K90

## Sonstige Anmerkungen
- Der FIS-Vorstand, der hier in Lahti tagte, setzte erste Zeichen, dass nach 1982 die weiteren Weltmeisterschaften (sowohl alpin als auch nordisch) in ungeraden Jahren und damit jeweils zweimal zwischen den Olympischen Winterspielen veranstaltet werden sollten. Die genauen Beschlüsse sollten 1979 beim FIS-Kongress in Nizza gefasst werden.[2]
- Es gab finanzielle Probleme wegen der Fernsehübertragungen. Die finnische Regierung sprang mit einer Subvention ein, außerdem nahmen die Veranstalter einige Werbeplakate von den Pisten, womit auch die Forderung der European Broadcasting Corporation erfüllt war.
- Einen Schreibfehler gab es auf den weißen Zipfelmützen, mit denen die ÖSV-Starterinnen auftraten: Der Veranstalterort war etwas falsch aufgenäht: Statt «Lahti» hieß es «Lathi».[3]

## Medaillenspiegel
| Platz | Nation      | Gold | Silber | Bronze | Gesamt |
| ----- | ----------- | ---- | ------ | ------ | ------ |
| 1     | Sowjetunion | 3    | 5      | 3      | 11     |
| 2     | Finnland    | 3    | 4      | 3      | 10     |
| 3     | DDR         | 3    | 2      | 2      | 7      |
| 4     | Schweden    | 2    | 0      | 0      | 2      |
| 5     | Polen       | 1    | 0      | 1      | 2      |
| 6     | Österreich  | 0    | 1      | 0      | 1      |
| 7     | Norwegen    | 0    | 0      | 2      | 2      |
| 8     | Frankreich  | 0    | 0      | 1      | 1      |

| Platz | Sportler           | Gold | Silber | Bronze | Gesamt |
| ----- | ------------------ | ---- | ------ | ------ | ------ |
| 01    | Sven-Åke Lundbäck  | 2    | 0      | 0      | 2      |
| 02    | Józef Łuszczek     | 1    | 0      | 1      | 2      |
| 03    | Matthias Buse      | 1    | 0      | 0      | 1      |
| 03    | Sergei Saweljew    | 1    | 0      | 0      | 1      |
| 03    | Konrad Winkler     | 1    | 0      | 0      | 1      |
| 03    | Tapio Räisänen     | 1    | 0      | 0      | 1      |
| 03    | Christer Johansson | 1    | 0      | 0      | 1      |
| 03    | Tommy Limby        | 1    | 0      | 0      | 1      |
| 03    | Thomas Magnusson   | 1    | 0      | 0      | 1      |
| 010   | Jewgeni Beljajew   | 0    | 2      | 0      | 2      |
| 011   | Juha Mieto         | 0    | 1      | 1      | 2      |
| 12    | Henry Glaß         | 0    | 1      | 0      | 1      |
| 12    | Nikolai Simjatow   | 0    | 1      | 0      | 1      |
| 12    | Rauno Miettinen    | 0    | 1      | 0      | 1      |
| 12    | Alois Lipburger    | 0    | 1      | 0      | 1      |
| 12    | Esko Lähtevänoja   | 0    | 1      | 0      | 1      |
| 12    | Pertti Teurajärvi  | 0    | 1      | 0      | 1      |
| 12    | Matti Pitkänen     | 0    | 1      | 0      | 1      |
| 19    | Alexei Borowitin   | 0    | 0      | 1      | 1      |
| 19    | Ulrich Wehling     | 0    | 0      | 1      | 1      |
| 19    | Falko Weißpflog    | 0    | 0      | 1      | 1      |
| 19    | Jean-Paul Pierrat  | 0    | 0      | 1      | 1      |
| 19    | Lars Erik Eriksen  | 0    | 0      | 1      | 1      |
| 19    | Ove Aunli          | 0    | 0      | 1      | 1      |
| 19    | Ivar Formo         | 0    | 0      | 1      | 1      |
| 19    | Oddvar Brå         | 0    | 0      | 1      | 1      |

| Platz | Sportlerin             | Gold | Silber | Bronze | Gesamt |
| ----- | ---------------------- | ---- | ------ | ------ | ------ |
| 01    | Sinaida Amossowa       | 2    | 0      | 1      | 3      |
| 01    | Helena Takalo          | 2    | 0      | 1      | 3      |
| 03    | Hilkka Riihivuori      | 1    | 1      | 1      | 3      |
| 04    | Taina Impiö            | 1    | 0      | 0      | 1      |
| 04    | Marja-Liisa Hämäläinen | 1    | 0      | 0      | 1      |
| 06    | Raissa Smetanina       | 0    | 1      | 2      | 3      |
| 07    | Galina Kulakowa        | 0    | 1      | 1      | 2      |
| 08    | Marlies Rostock        | 0    | 1      | 0      | 1      |
| 08    | Birgit Schreiber       | 0    | 1      | 0      | 1      |
| 08    | Barbara Petzold        | 0    | 1      | 0      | 1      |
| 08    | Christel Meinel        | 0    | 1      | 0      | 1      |
| 13    | Nina Rotschewa         | 0    | 0      | 1      | 1      |

## Langlauf Männer
- Detaillierte Ergebnisse

### 15 km

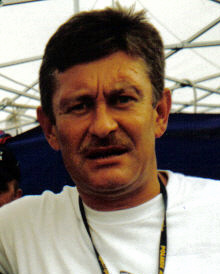
Józef Łuszczek (Foto: 2007): – Weltmeister im 15-km-Langlauf

| Platz | Sportler                           | Zeit [min] |
| ----- | ---------------------------------- | ---------- |
| 1     | Józef Łuszczek                     | 49:09,37   |
| 2     | Jewgeni Beljajew                   | 49:11,62   |
| 3     | Juha Mieto                         | 49:14,37   |
| 4     | Matti Pitkänen                     | 49:23,85   |
| 5     | Nikolai Simjatow                   | 49:33,33   |
| 6     | Sven-Åke Lundbäck                  | 49:50,86   |
| 7     | Christer Johansson (Skilangläufer) | 49:54,06   |
| 8     | Wassili Pawlowitsch Rotschew       | 50:06,49   |

Weltmeister 1974:  Magne Myrmo
Olympiasieger 1976:  Nikolai Baschukow
Datum: 21. Februar 1978

### 30 km
| Platz | Sportler          | Zeit [h]   |
| ----- | ----------------- | ---------- |
| 1     | Sergei Saweljew   | 1:32:52,00 |
| 2     | Nikolai Simjatow  | 1:33:48,23 |
| 3     | Józef Łuszczek    | 1:33:52,21 |
| 4     | Matti Pitkänen    | 1:34:16,23 |
| 5     | Jewgeni Beljajew  | 1:34:46,66 |
| 6     | Sven-Åke Lundbäck | 1:34:56,08 |
| 7     | Juha Mieto        | 1:35:40,90 |
| 8     | Lars Erik Eriksen | 1:35:51,20 |

Weltmeister 1974:  Thomas Magnusson
Olympiasieger 1976:  Sergei Saweljew
Datum: 19. Februar 1978

### 50 km

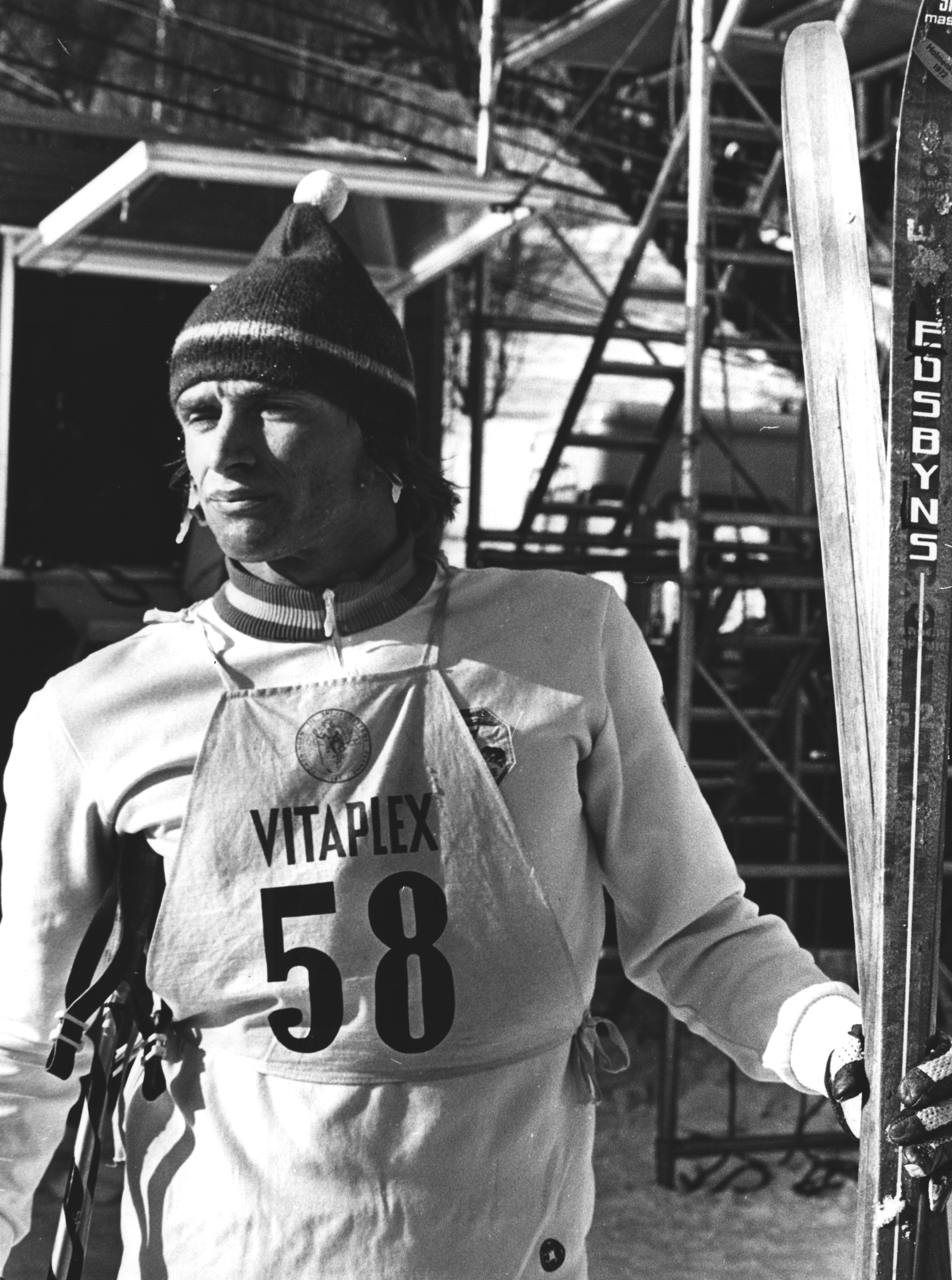
50-km-Sieger Sven-Åke Lundbäck (hier am Holmenkollen im Jahr 1972)

| Platz | Sportler          | Zeit       |
| ----- | ----------------- | ---------- |
| 1     | Sven-Åke Lundbäck | 2:46:43,06 |
| 2     | Jewgeni Beljajew  | 2:47:34,48 |
| 3     | Jean-Paul Pierrat | 2:47:52,27 |
| 4     | Matti Pitkänen    | 2:49:46,28 |
| 5     | Lars Erik Eriksen | 2:50:44,82 |
| 6     | Jiří Beran        | 2:51:17,86 |
| 7     | Józef Łuszczek    | 2:51:33,75 |
| 8     | Tommy Lundberg    | 2:51:43,10 |

Weltmeister 1974:  Gerhard Grimmer
Olympiasieger 1976:  Ivar Formo
Datum: 26. Februar 1978

### 4 × 10 km Staffel
| Platz | Land             | Sportler                                                           | Zeit [h]   |
| ----- | ---------------- | ------------------------------------------------------------------ | ---------- |
| 1     | Schweden         | Sven-Åke Lundbäck Christer Johansson Tommy Limby Thomas Magnusson  | 2:05:17,63 |
| 2     | Finnland         | Esko Lähtevänoja Juha Mieto Pertti Teurajärvi Matti Pitkänen       | 2:05:28,95 |
| 3     | Norwegen         | Lars Erik Eriksen Ove Aunli Ivar Formo Oddvar Brå                  | 2:06:48,37 |
| 4     | Sowjetunion      | Jewgeni Beljajew Nikolai Simjatow Sergei Saweljew Wassili Rotschew | 2:07:56,54 |
| 5     | Schweiz          | Hans-Ueli Kreuzer Franz Renggli Eduard Hauser Gaudenz Ambühl       | 2:08:40,42 |
| 6     | BR Deutschland   | Peter Zipfel Georg Zipfel Wolfgang Müller Dieter Notz              | 2:08:46,47 |
| 7     | Tschechoslowakei | Jiří Švub Milan Jarý František Šimon Jiří Bera                     | 2:08:53,36 |
| 8     | DDR              | Peter Anders Alf-Gerd Deckert Jürgen Wolf Gert-Dietmar Klause      | 2:09:10,54 |

Weltmeister 1974:  DDR (Gerd Heßler, Dieter Meinel, Gerhard Grimmer, Gert-Dietmar Klause)
Olympiasieger 1976:  Finnland (Matti Pitkänen, Juha Mieto, Pertti Teurajärvi, Arto Koivisto)
Datum: 23. Februar 1978

## Langlauf Frauen
- Detaillierte Ergebnisse

### 5 km

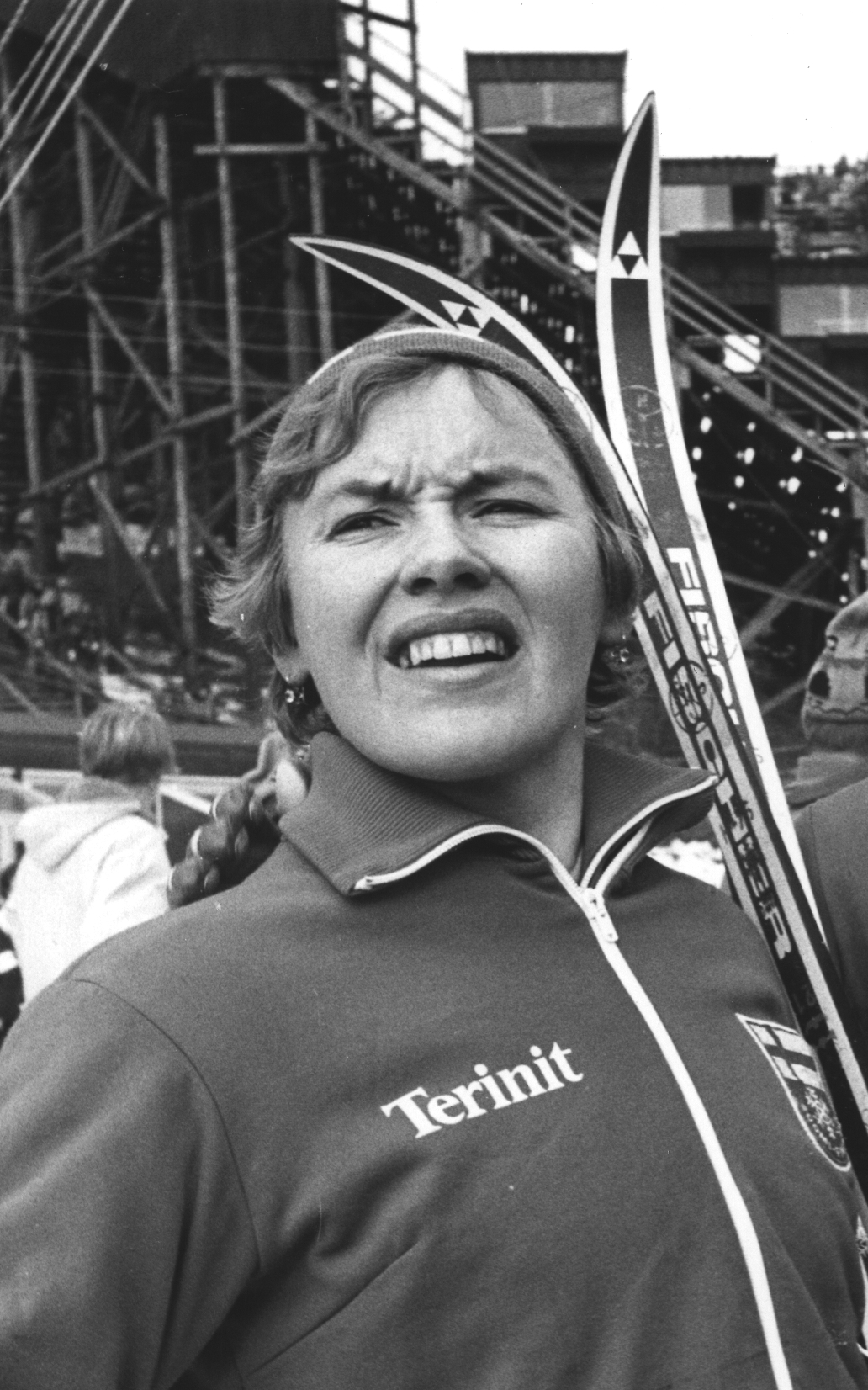
Helena Takalo gewann das Rennen über fünf Kilometer und die Staffel

| Platz | Sportlerin        | Zeit [min] |
| ----- | ----------------- | ---------- |
| 1     | Helena Takalo     | 18:53,50   |
| 2     | Hilkka Riihivuori | 18:58,49   |
| 3     | Raissa Smetanina  | 19:01,30   |
| 4     | Galina Kulakowa   | 19:08,83   |
| 5     | Christel Meinel   | 19:14,38   |
| 6     | Sinaida Amossowa  | 19:17,14   |
| 7     | Berit Aunli       | 19:21,11   |
| 8     | Eva Olsson        | 19:24,01   |

Weltmeisterin 1974:  Galina Kulakowa
Olympiasiegerin 1976:  Helena Takalo
Datum: 20. Februar 1978

### 10 km
| Platz | Sportlerin            | Zeit [min] |
| ----- | --------------------- | ---------- |
| 1     | Sinaida Amossowa      | 37:01,72   |
| 2     | Raissa Smetanina      | 37:13,37   |
| 3     | Hilkka Riihivuori     | 37:23,43   |
| 4     | Galina Kulakowa       | 37:30,09   |
| 5     | Taina Impiö           | 37:32,47   |
| 6     | Berit Aunli           | 37:40,77   |
| 7     | Lena Carlzon-Lundbäck | 37:42,86   |
| 8     | Nina Rotschewa        | 37:51,47   |

Weltmeisterin 1974:  Galina Kulakowa
Olympiasiegerin 1976:  Raissa Smetanina
Datum: 18. Februar 1978

### 20 km
| Platz | Sportlerin        | Zeit [h]   |
| ----- | ----------------- | ---------- |
| 1     | Sinaida Amossowa  | 1:13:00,85 |
| 2     | Galina Kulakowa   | 1:13:08,11 |
| 3     | Helena Takalo     | 1:13:57,95 |
| 4     | Hilkka Riihivuori | 1:14:00,26 |
| 5     | Raissa Smetanina  | 1:14:38,83 |
| 6     | Berit Aunli       | 1:15:10,62 |
| 7     | Eva Olsson        | 1:15:27,34 |
| 8     | Veronika Schmidt  | 1:15:30,34 |

keine Weltmeisterin von 1974 / keine vorangegangene Olympiasiegerin, Disziplin erstmals im WM-Programm
Datum: 25. Februar 1978

### 4 × 5 km Staffel
| Platz | Land             | Sportlerinnen                                                      | Zeit [h]   |
| ----- | ---------------- | ------------------------------------------------------------------ | ---------- |
| 1     | Finnland         | Taina Impiö Marja-Liisa Hämäläinen Hilkka Riihivuori Helena Takalo | 1:13:25,08 |
| 2     | DDR              | Marlies Rostock Birgit Schreiber Barbara Petzold Christel Meinel   | 1:13:29,74 |
| 3     | Sowjetunion      | Nina Rotschewa Sinaida Amossowa Raissa Smetanina Galina Kulakowa   | 1:13:39,88 |
| 4     | Schweden         | Marie Johansson Eva Olsson Meeri Bodelid Lena Carlzon-Lundbäck     | 1:14:56,96 |
| 5     | Norwegen         | Berit Johannessen Vigdis Rønning Marit Myrmæl Berit Aunli          | 1:15:03,86 |
| 6     | Tschechoslowakei | Anna Pasiarová Blanka Paulů Dagmar Palečkova Kvĕtoslava Jeriová    | 1:16:25,38 |
| 7     | BR Deutschland   | Carola Göritz Regina Stoib Susanne Riermeier Haldis Zuhlke         | 1:18:55,70 |
| 8     | USA              | Betsy Haines Lynn Vonderheide Alison Spencer Beth Paxon            | 1:19:19,61 |

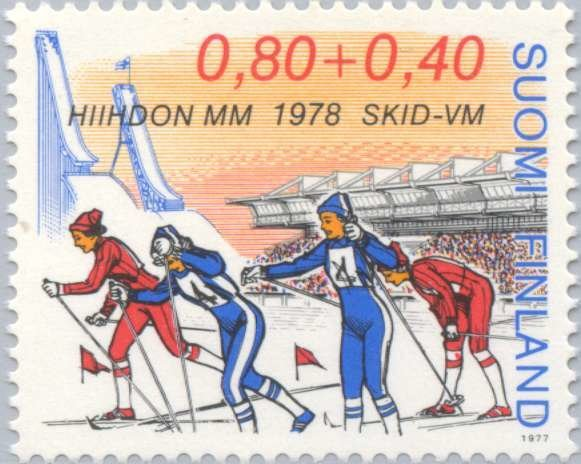
Finnische Briefmarke zur Frauenstaffel bei den Nordischen Skiweltmeisterschaften 1978

Weltmeisterinnen 1974:  Sowjetunion (Nina Baldytschewa, Nina Seljunina, Raissa Smetanina, Galina Kulakowa)
Olympiasiegerinnen 1976:  Sowjetunion (Nina Baldytschewa, Sinaida Amossowa, Raissa Smetanina, Galina Kulakowa)
Datum: 22. Februar 1978

## Skispringen Männer
- Detaillierte Ergebnisse

### Normalschanze K70

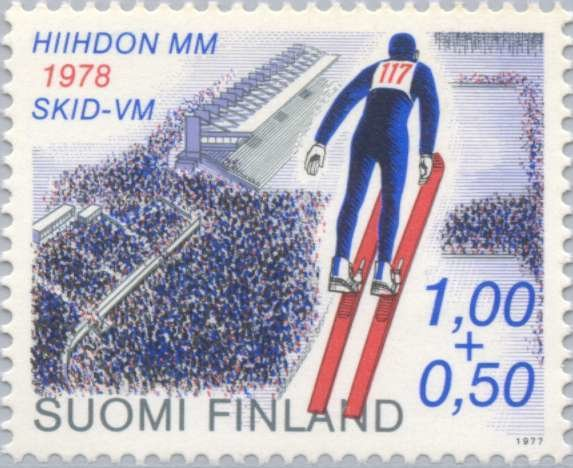
Skispringer bei den Weltmeisterschaften 1978 auf einer finnischen Briefmarke

| Platz | Sportler         | Weiten [m]  | Punkte |
| ----- | ---------------- | ----------- | ------ |
| 1     | Matthias Buse    | 84,0 / 86,0 | 253,2  |
| 2     | Henry Glaß       | 84,5 / 85,5 | 251,7  |
| 3     | Alexei Borowitin | 84,0 / 84,0 | 250,0  |
| 4     | Karl Schnabl     | 84,5 / 85,0 | 249,4  |
| 5     | Pentti Kokkonen  | 82,5 / 85,0 | 248,7  |
| 6     | Tapio Räisänen   | 83,5 / 84,5 | 246,5  |
| 7     | Waleri Sawin     | 82,5 / 84,0 | 243,1  |
| 8     | Jochen Danneberg | 83,5 / 83,5 | 242,4  |

Weltmeister 1974:  Hans-Georg Aschenbach
Olympiasieger 1976:  Hans-Georg Aschenbach
Datum: 18. Februar 1978

### Großschanze K90
| Platz | Sportler         | Weiten [m]    | Punkte |
| ----- | ---------------- | ------------- | ------ |
| 1     | Tapio Räisänen   | 111,5 / 108,0 | 256,6  |
| 2     | Alois Lipburger  | 112,5 / 107,5 | 256,3  |
| 3     | Falko Weißpflog  | 108,0 / 114,5 | 255,8  |
| 4     | Matthias Buse    | 110,0 / 109,5 | 251,1  |
| 5     | Tauno Käyhkö     | 108,5 / 103,5 | 242,1  |
| 6     | Jouko Törmänen   | 101,5 / 107,5 | 241,9  |
| 7     | Waleri Sawin     | 105,5 / 105,5 | 241,2  |
| 8     | Jochen Danneberg | 107,5 / 104,0 | 238,9  |
| 9     | Alexei Borowitin | 103,5 / 100,0 | 231,5  |
| 10    | Walter Steiner   | 101,0 / 101,0 | 230,8  |

Weltmeister 1974:  Hans-Georg Aschenbach

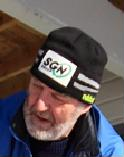
Weltmeister Tapio Räisänen im Jahr 2010

Olympiasieger 1976:  Karl Schnabl (verletzungsbedingt nicht am Start)
Datum: 26. Februar 1978

Titelverteidiger (und Vierter von der Normalschanze) Karl Schnabl erlitt am 23. Februar im Training einen Bändereinriss und konnte nicht antreten.

### Teamspringen (inoffiziell)
| Platz | Land             | Sportler                                                        | Punkte |
| ----- | ---------------- | --------------------------------------------------------------- | ------ |
| 1     | DDR              | Harald Duschek Jochen Danneberg Henry Glaß Matthias Buse        | 443,8  |
| 2     | Finnland         | Jari Puikkonen Jouko Törmänen Pentti Kokkonen Tapio Räisänen    | 401,0  |
| 3     | Norwegen         | Rune Hauge Roger Ruud Tom Levorstad Per Bergerud                | 396,6  |
| 4     | Österreich       | Armin Kogler Toni Innauer Alois Lipburger Fritz Koch            | 382,8  |
| 5     | Tschechoslowakei | Ján Tánczos František Novák Josef Samek Leo Skoda               | 378,4  |
| 6     | Schweden         | Seppo Reijonen Jan Holmlund Odd Brandsegg Lennart Elim          | 374,3  |
| 7     | Schweiz          | Karl Lustenberger Hansjörg Sumi Robert Mösching Walter Steiner  | 366,8  |
| 8     | BR Deutschland   | Thomas Prosser Peter Schwinghammer Hubert Schwarz Peter Leitner | 365,1  |

Datum: 22. Februar 1978
Erstmals wurde bei Nordischen Skiweltmeisterschaften ein Mannschaftsbewerb im Skispringen abgehalten. Dieser diente als Vorführungsbewerb für die ab 1982 bei Weltmeisterschaften eingeführte Mannschaftskonkurrenz von der Großschanze. Aufgrund des inoffiziellen Charakters des Wettbewerbs wurden keine Medaillen vergeben.

## Nordische Kombination Männer
Detaillierte Ergebnisse

### Einzel (Normalschanze/15 km)
| Platz | Sportler          | Punkte |
| ----- | ----------------- | ------ |
| 1     | Konrad Winkler    | 435,24 |
| 2     | Rauno Miettinen   | 431,66 |
| 3     | Ulrich Wehling    | 430,83 |
| 4     | Andreas Langer    | 427,25 |
| 5     | Gunther Schmieder | 423,48 |
| 6     | Juri Woronin      | 418,40 |
| 7     | Tom Sandberg      | 417,22 |
| 8     | Jouko Karjalainen | 416,99 |

Weltmeister 1974:  Ulrich Wehling
Olympiasieger 1976:  Ulrich Wehling
Datum: 19. und 20. Februar 1978
Die Überlegenheit der Athleten aus der DDR war frappierend. Alle vier Starter kamen unter die ersten fünf. Nur der Finne Rauno Miettinen, der nach dem Springen noch geführt hatte, konnte als Zweiter in die DDR-Phalanx eindringen. Doppelolympiasieger Ulrich Wehling musste sich allerdings mit Bronze begnügen. Er war dann zwei Jahre später bei den Olympischen Spielen in Lake Placid mit seinem dritten Olympiasieg in Folge wieder vorn.

## Videolinks
- Józef Łuszczek - Lahti 1978 - 15km, youtube.com, abgerufen am 28. Oktober 2023
- Sweden Vs Finland Norway Men S 4x10km Relay At World Championship 1978 Lahti, youtube.com, abgerufen am 28. Oktober 2023
- Tapio Räisänen Maailmanmestari Lahti 1978, youtube.com, abgerufen am 28. Oktober 2023
- Józef Łuszczek - Lahti 1978 - 50km, youtube.com, abgerufen am 28. Oktober 2023